# Liste der Biografien/Dru
Liste der Biografien |
Portal Biografien |
Personensuche
# |
A |
B |
C |
D |
E |
F |
G |
H |
I |
J |
K |
L |
M |
N |
O |
P |
Q |
R |
S |
T |
U |
V |
W |
X |
Y |
Z |
?
 
Da |
Db |
Dc |
Dd |
De |
Dg |
Dh |
Di |
Dj |
Dk |
Dl |
Dm |
Dn |
Do |
Dq |
Dr |
Ds |
Du |
Dv |
Dw |
Dy |
Dz
 
Dra |
Drb |
Drc |
Drd |
Dre |
Drg |
Dri |
Drj |
Drk |
Drl |
Drm |
Drn |
Dro |
Drp |
Drs |
Drt |
Dru |
Drv |
Dry |
Drz
Die Liste der Biografien führt alle Personen auf, die in der deutschsprachigen Wikipedia einen Artikel haben. Dieses ist eine Teilliste mit 267 Einträgen von Personen, deren Namen mit den Buchstaben „Dru“ beginnt.

## Dru
- Dru, Jean-Marie (* 1947), französischer Vorstandsvorsitzender der Werbebranche
- Dru, Joanne (1922–1996), US-amerikanische Filmschauspielerin

### Drua
- Druar, Joseph (1962–2023), US-amerikanischer Eiskunstläufer
- Druart, Émile, belgischer Bogenschütze
- Druart, Raymond (1901–1968), französischer Filmarchitekt
- Druart, Thérèse-Anne (* 1945), belgische Philosophin

### Drub
- Drube, Nils (* 1978), deutscher Fußballtrainer
- Drube, Willy (1880–1952), Apotheker und Likörfabrikant
- Drubig, Diana (* 1981), deutsches Fotomodell sowie ehemalige Schönheitskönigin

### Druc
- Drucci, Vincent (1901–1927), US-amerikanischer Gangsterboss; Rivale von Al Capone
- Druce, George Claridge (1850–1932), englischer Botaniker und Chemiker
- Druce, Herbert (1846–1913), britischer Lepidopterologe
- Druce, John (* 1966), kanadischer Eishockeyspieler
- Druchtleben, Johann August von (1680–1748), Militärführer in hannoverschen Diensten, Stadt- und Festungskommandant von Göttingen
- Druck, Charles (1900–1959), französischer Autorennfahrer
- Drück, Friedrich Ferdinand (1754–1807), deutscher Philologe
- Drück, Helmut (* 1932), deutscher Jurist und Medienmanager
- Drück, Hermann (1856–1931), deutscher Maler
- Drück, Walter (1900–1970), Offizier und Waffenhändler
- Drück, Werner (1909–1942), preußischer Verwaltungsbeamter und Landrat des Kreises Bergheim (Erft)
- Druck, Wilhelm (1916–1974), deutscher Politiker (CDU, SRP), MdL
- Drücke, Bernd (* 1965), deutscher Journalist
- Druckenmüller, Alfred (1882–1967), deutscher Verleger
- Druckenmüller, August (1840–1896), deutscher Ingenieur und Stahlbau-Fabrikant in Berlin
- Druckenmüller, Christoph Wolfgang (1687–1741), deutscher Organist und Komponist
- Druckenmüller, Georg Wolfgang (1628–1675), deutscher Organist und Komponist
- Druckenmüller, Nikolaus (1806–1883), deutscher Lehrer und Großindustrieller
- Druckenmüller, Silke (1978–2023), deutsche Pferdezüchterin
- Drucker, Carl (1876–1959), deutscher Chemiker
- Drucker, Clara (* 1871), österreichische Theaterschauspielerin und Salonnière
- Drucker, Daniel (1918–2001), US-amerikanischer Ingenieurwissenschaftler
- Drucker, Daniel J. (* 1956), kanadischer Diabetologe
- Drucker, Ernst (1855–1918), deutscher Schauspieler und Theaterbesitzer
- Drucker, Eugene (* 1952), US-amerikanischer Violinist
- Drucker, Jacob († 1962), US-amerikanischer Verbrecher
- Drücker, Janne (* 1981), deutsche Schauspielerin
- Drucker, Jason (* 2005), US-amerikanischer Filmschauspieler und Kinderdarsteller
- Drucker, Jempy (* 1986), luxemburgischer Radrennfahrer
- Drucker, Johanna (* 1952), amerikanische Autorin, Buchkünstlerin, visuelle Theoretikerin und Kulturkritikerin
- Drucker, Léa (* 1972), französische Schauspielerin
- Drucker, Leopold (1903–1988), österreichischer Fußballspieler und -trainer
- Drucker, Malka (* 1945), US-amerikanische Autorin und Rabbinerin
- Drucker, Martin (1869–1947), deutscher Jurist und Strafverteidiger
- Drucker, Michael (* 1943), deutscher Bibliothekar
- Drucker, Michel (* 1942), französischer Journalist
- Drucker, Mort (1929–2020), US-amerikanischer Cartoonist
- Drucker, Peter (1909–2005), US-amerikanischer Ökonom österreichischer HerkunftPeter Drucker (1909–2005)

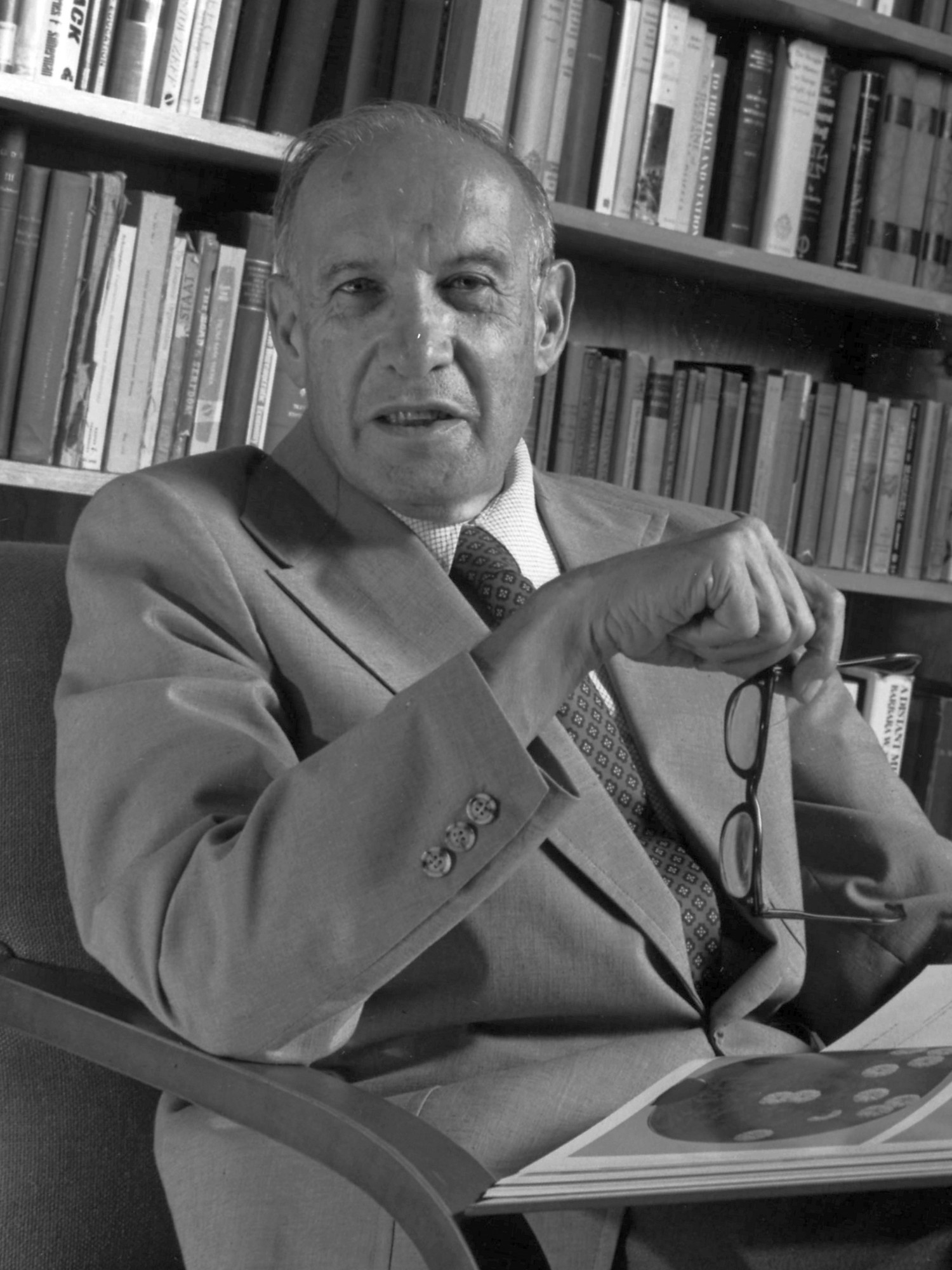
Peter Drucker (1909–2005)

- Drucker, Philip (1911–1982), US-amerikanischer Anthropologe
- Drucker, Renate (1917–2009), deutsche Historikerin und LDPD-Funktionärin
- Drucker, Rolf (1926–2009), deutscher Kinderdarsteller und US-amerikanischer Rundfunktechniker
- Drucker, Salo (1885–1940), deutscher Kinderarzt, Sozialmediziner und NS-Opfer
- Drücker, Thorsten (* 1976), deutscher Klassischer Gitarrist und Komponist
- Drucker, Tomáš (* 1978), slowakischer Politiker
- Drucker, Wilhelmina (1847–1925), niederländische Feministin
- Drucker, Zerline (1858–1937), deutsche Theaterschauspielerin und Opernsängerin (Sopran)
- Druckerman, Pamela (* 1970), amerikanisch-französische Schriftstellerin und Journalistin
- Drucki-Lubecki, Franciszek Ksawery (1778–1846), polnischer Staatsmann
- Druckman, Chaim (1932–2022), israelischer Politiker
- Druckman, Daniel, US-amerikanischer Perkussionist und Musikpädagoge
- Druckman, Daniel (* 1939), US-amerikanischer Politik- und Sozialwissenschaftler
- Druckman, Jacob (1928–1996), US-amerikanischer Komponist und Musikpädagoge
- Druckmann, Neil (* 1978), israelisch-amerikanischer Schriftsteller, Creative Director und ComputerspielentwicklerNeil Druckmann (* 1978)

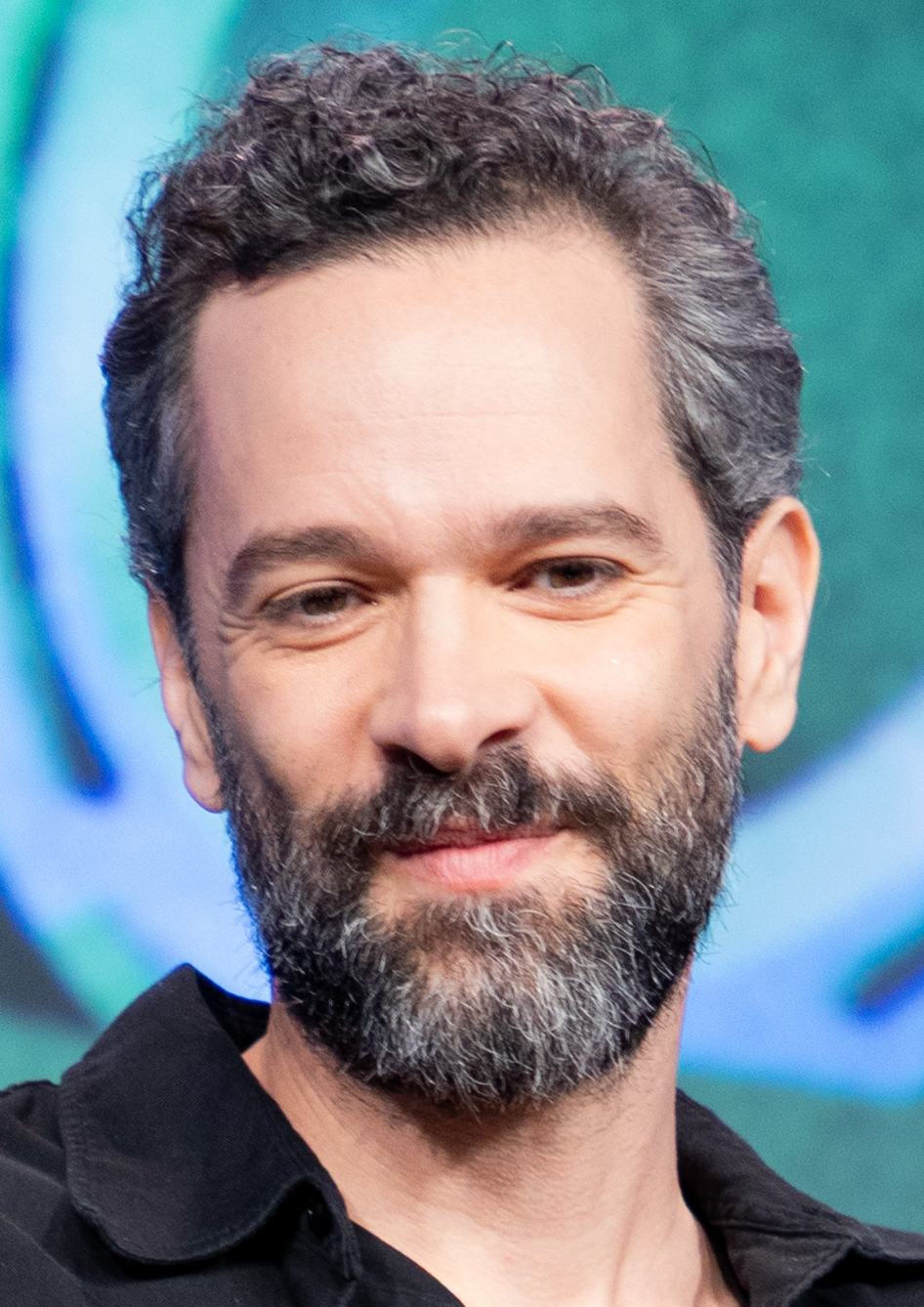
Neil Druckmann (* 1978)

- Druckrey, Hermann (1904–1994), deutscher Pharmakologe, Toxikologe und Onkologe
- Druckrey, Inge (* 1940), deutsch-amerikanische Designerin
- Druckseis, Fritz (1873–1950), niederbayerischer Heimatdichter

### Drud
- Drude, Matthias (* 1960), deutscher Komponist und Hochschullehrer
- Drude, Max (1845–1903), deutscher Theaterschauspieler
- Drude, Maximilian (* 1992), deutscher Handballspieler
- Drude, Oscar (1852–1933), deutscher Botaniker
- Drude, Paul (1863–1906), deutscher Physiker
- Drude, Walter (1863–1931), deutscher lutherischer Pfarrer, Generalsuperintendent und Schulinspektor
- Drudi, Luca (* 1962), italienischer Autorennfahrer
- Drudi, Mattia Drudi (* 1998), italienischer Automobilrennfahrer

### Drue
- Drue Reus, Benjamin (* 1998), dänischer Dartspieler
- Drüe, Hermann (1933–2022), deutscher Psychologe und Philosoph
- Drüen, Klaus-Dieter (* 1969), deutscher Jurist und Hochschullehrer
- Druey, Henri (1799–1855), Schweizer Rechtsanwalt, Philosoph und Politiker

### Druf
- Druffel, Ann (1926–2020), US-amerikanische UFO-Forscherin und Autorin
- Druffel, August von (1841–1891), deutscher Historiker
- Druffel, Clemens von (1813–1887), deutscher Gutsbesitzer und Politiker
- Druffel, Franz Carl von (1809–1873), deutscher Gutsbesitzer und Politiker
- Druffel, Franz Ferdinand von (1763–1857), deutscher Mediziner, Begutachter von Anna Katharina Emmerick
- Druffel, Johann Gerhard von (1759–1834), preußischer Beamter
- Druffel, Peter (1848–1903), deutscher Musikschriftsteller und Komponist

### Drug
- Drugčevič, Ferdinand (1856–1928), österreichischer Sammler und Präparator von Fossilien
- Drugdová, Salma (* 2004), slowakische Tennisspielerin
- Drügemüller, Willy (1891–1965), deutscher Gewerkschafter und Politiker (SPD), MdL, SED-Funktionär
- Drugge, Andreas (* 1983), schwedischer Fußballspieler
- Drügh, Franz (1909–1995), deutscher Jurist und Staatsanwalt
- Drugovich, Felipe (* 2000), brasilianischer AutomobilrennfahrerFelipe Drugovich (* 2000)

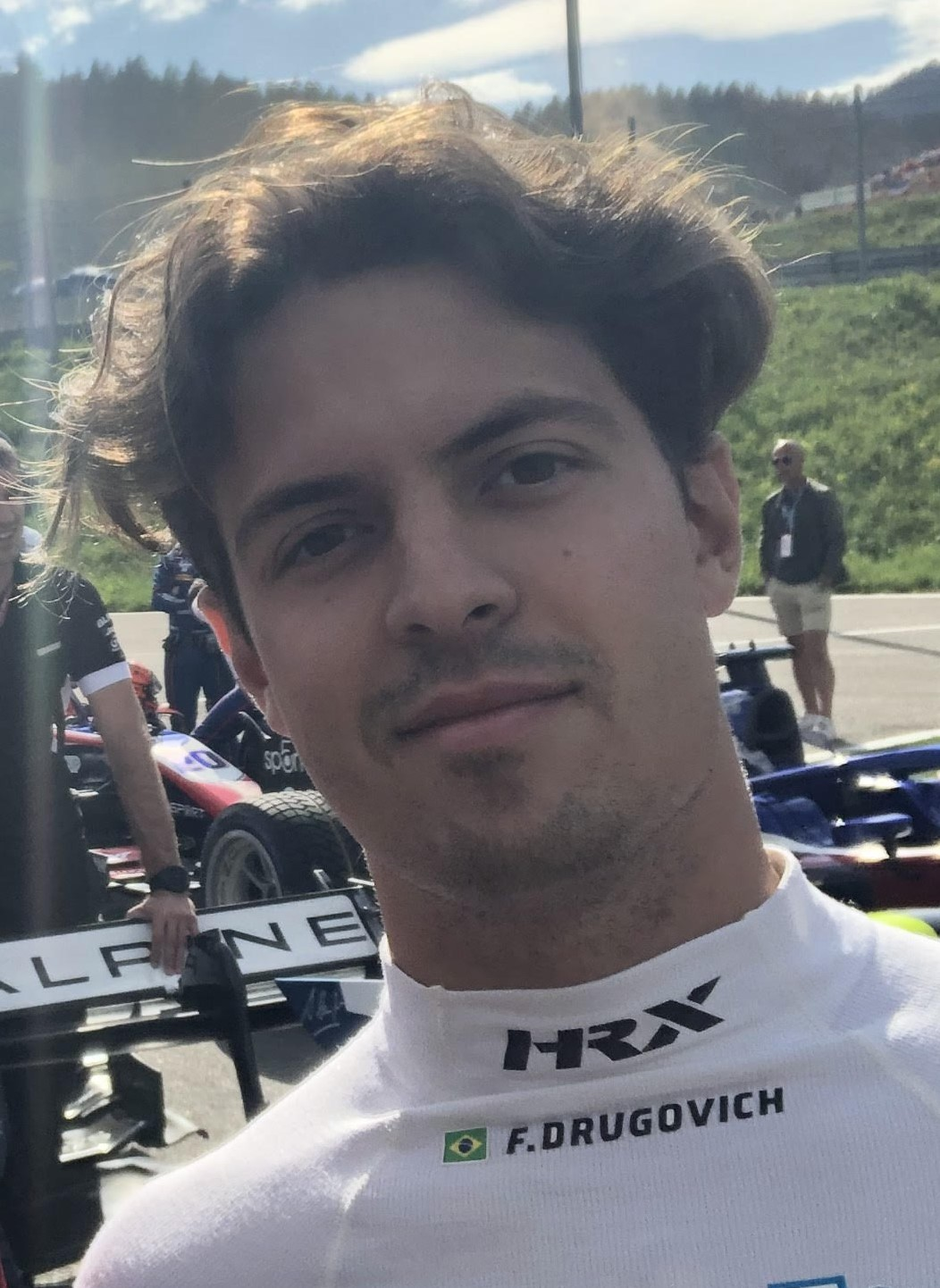
Felipe Drugovich (* 2000)

- Drugow, Wiktor Leonidowitsch (* 1986), russischer Eishockeyspieler
- Drugpa Künleg (1455–1529), Meister des Mahamudra der Drugpa-Linie des tibetischen Buddhismus

### Druh
- Drühl, Sven (* 1968), deutscher Künstler und Kunstwissenschaftler

### Drui
- Druid, Devin (* 1998), US-amerikanischer Schauspieler
- Druijf, Ferdy (* 1998), niederländischer Fußballspieler
- Druillet, Philippe (* 1944), französischer Comicautor und Comiczeichner
- Druitt, Montague John (1857–1888), britischer Anwalt, verdächtigt als Jack the Ripper

### Druj
- Drujanow, Alter (1870–1938), hebräischer Schriftsteller, Historiker und Volkskundler
- Drujon, Benoît (* 1985), französischer Straßenradrennfahrer
- Drujon, Mathieu (* 1983), französischer Radrennfahrer

### Druk
- Drukarczyk, Jochen (* 1938), deutscher Hochschullehrer, Ökonom und Autor
- Drukarov, Andrej (* 1999), litauischer Skirennläufer
- Drukarova, Dinara (* 1976), russische Schauspielerin, Filmregisseurin und Drehbuchautorin
- Drüke, Milda (* 1949), deutsche Schriftstellerin und Fotografin
- Druken, Harold (* 1979), kanadischer Eishockeyspieler
- Druker, Brian (* 1955), US-amerikanischer Mediziner und Krebsforscher
- Drukker, Dow H. (1872–1963), niederländisch-amerikanischer Politiker
- Drukker, Sam (* 1957), niederländischer Maler und Zeichner
- Druks, Michael (1940–2022), israelisch-britischer Video- und Performancekünstler
- Drukteinis, Giedrius (* 1970), litauischer Politiker

### Drul
- Drulák, Radek (* 1962), tschechischer Fußballspieler
- Drulia, Stan (* 1968), US-amerikanischer Eishockeyspieler, -trainer und -scout
- Drulić, Goran (* 1977), serbischer Fußballspieler
- Drüll, Elke (* 1956), deutsche Hockeyspielerin
- Drüll-Zimmermann, Dagmar (* 1952), deutsche Historikerin
- Drulović, Ljubinko (* 1968), serbischer Fußballtrainer und Fußballspieler
- Drulović, Milojko (* 1923), jugoslawischer Journalist, Politiker und Diplomat

### Drum
- Drum, Augustus (1815–1858), US-amerikanischer Politiker
- Drum, Hugh A. (1879–1951), US-amerikanischer Generalleutnant
- Drum, Karl (1893–1968), deutscher General der Flieger im Zweiten Weltkrieg
- Drum, Maximilian (* 1991), deutscher Fußballspieler
- Drum, Walter (1897–1987), deutscher Zahnarzt
- Drumann, Wilhelm (1786–1861), deutscher Historiker
- Drumare, Pierre (1913–2001), französischer Schachkomponist
- Drumaux, Marc (1922–1972), belgischer Arbeiterführer und Politiker
- Drumbl, Andrea (* 1976), österreichische Schriftstellerin
- Drumbl, Johann (* 1943), österreichischer Germanist und Sprachwissenschaftler
- Drumbl, Ottokar (1907–1944), österreichischer Lehrer und nationalsozialistischer Funktionär
- Drumheller, Robert († 1998), Szenenbildner und Artdirector
- Druml, Christiane (* 1955), österreichische Juristin und BioethikerinChristiane Druml (* 1955)

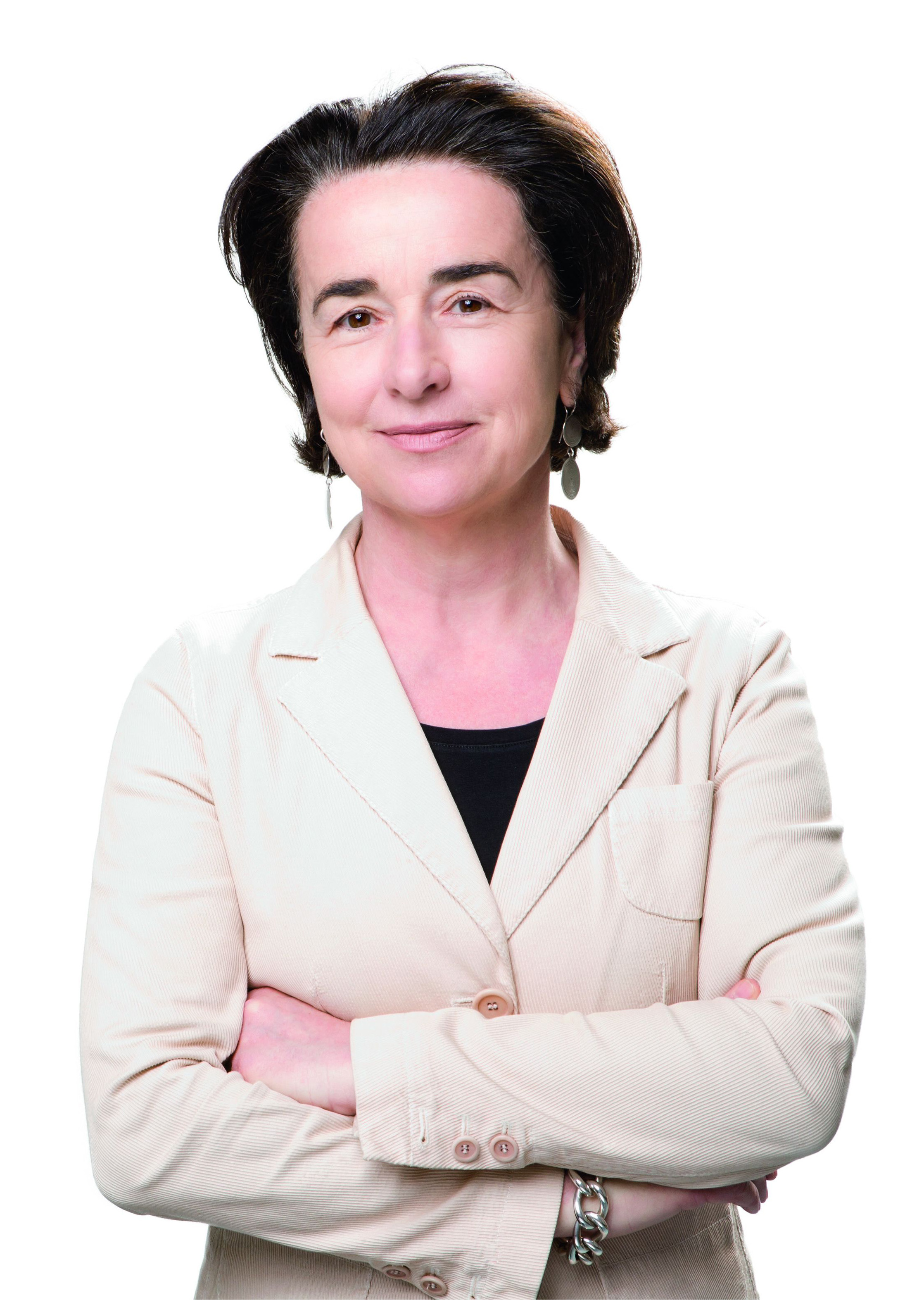
Christiane Druml (* 1955)

- Druml, Tomaž (* 1988), slowenisch-österreichischer Nordischer Kombinierer
- Drumm, August (1862–1904), deutscher Bildhauer
- Drumm, Diego (* 1968), deutscher Amateurboxer
- Drumm, Eduard (1862–1924), Landtagsabgeordneter
- Drumm, Ernst (1872–1945), deutscher Manager
- Drumm, Georg (1874–1959), deutsch-US-amerikanischer Musiker
- Drumm, Hans Jürgen (1937–2018), deutscher Wirtschaftswissenschaftler
- Drumm, Herbert (* 1949), deutscher Physiker und Politiker (CDU, Freie Wähler, parteilos), MdL
- Drumm, Hermann (1909–1937), deutscher Sozialdemokrat und Freiwilliger im Spanischen Bürgerkrieg
- Drumm, James J. (1897–1974), irischer Chemiker
- Drumm, Kevin (* 1970), US-amerikanischer Musiker
- Drumm, Thomas William (1871–1933), US-amerikanischer römisch-katholischer Geistlicher
- Drummen, Eveline (* 1987), niederländische Balletttänzerin
- Drummer, Kurt (1928–2000), deutscher Fernsehkoch des DFF und Chefkoch des Interhotels in Ost-BerlinKurt Drummer (1928–2000)

Kurt Drummer (1928–2000)

- Drümmer, Olaf (* 1959), deutscher Software-Unternehmer und Sachbuchautor
- Drummond of Hawthornden, William (1585–1649), schottischer Dichter
- Drummond, Adam, 17. Baron Strange (* 1953), britischer Peer
- Drummond, Alexander (1698–1769), britischer Freimaurer, Reiseschriftsteller und Konsul
- Drummond, Alice (1928–2016), US-amerikanische Schauspielerin
- Drummond, Alison (1903–1984), neuseeländische Autorin, Historikerin und Herausgeberin
- Drummond, Andre (* 1993), US-amerikanischer Basketballspieler
- Drummond, Annabella († 1401), Königin von Schottland
- Drummond, Anne (* 1980), US-amerikanische Jazzmusikerin (Flöte, Komposition)
- Drummond, Bill (* 1953), britischer Musiker und Konzeptkünstler
- Drummond, Billy (* 1959), US-amerikanischer Jazz-Schlagzeuger
- Drummond, Cherry, 16. Baroness Strange (1928–2005), britische Peeress und Querbänklerin im House of Lords sowie Autorin
- Drummond, Dean (1949–2013), amerikanischer Musiker, Komponist, Dirigent
- Drummond, Don (1934–1969), jamaikanischer Ska-Posaunist
- Drummond, Dougal, schottischer Geistlicher
- Drummond, Dugald (1840–1912), schottischer Eisenbahningenieur
- Drummond, Eric, 7. Earl of Perth (1876–1951), britischer Politiker und erster Generalsekretär des Völkerbundes
- Drummond, Flora McKinnon (1878–1949), englische Frauenrechtlerin
- Drummond, Gerald (* 1994), costa-ricanischer Hürdenläufer
- Drummond, Gordon (1772–1854), britischer General und Kolonialadministrator
- Drummond, Henry (1786–1860), britisches Unterhausmitglied, Mitbegründer der katholisch-apostolischen Gemeinden
- Drummond, Henry (1851–1897), schottischer evangelikaler Autor und Dozent
- Drummond, James, 8. Viscount of Strathallan (1839–1893), britischer Peer, Offizier und Politiker
- Drummond, Jervis (* 1976), costa-ricanischer Fußballspieler
- Drummond, John, 8. Earl of Perth (1907–2002), schottischer Peer, Banker und Politiker
- Drummond, Jon (* 1968), US-amerikanischer Sprinter
- Drummond, Josiah Hayden (1827–1902), US-amerikanischer Anwalt und Politiker
- Drummond, Kate (* 1975), kanadische Schauspielerin, Filmproduzentin, Synchronsprecherin und Lehrerin
- Drummond, Margaret († 1375), Mätresse und Königin von Schottland
- Drummond, Michaela (* 1998), neuseeländische Radrennfahrerin
- Drummond, Norman (* 1939), schottischer Radrennfahrer
- Drummond, R. Paul (1947–2007), US-amerikanischer Komponist und Musikpädagoge
- Drummond, Ray (* 1946), US-amerikanischer Jazz-Bassist
- Drummond, Ronaldo (1946–2020), brasilianischer Fußballspieler
- Drummond, Sam (* 1971), australischer Biathlet
- Drummond, Thomas (1797–1840), britischer Erfinder des Drummondsches Lichtes
- Drummond, Tim (1940–2015), US-amerikanischer Bassist und Studiomusiker
- Drummond, William Henry (1854–1907), kanadischer Lyriker irischer Herkunft
- Drummond, William, 6. Earl of Perth (1871–1937), britischer Peer
- Drummond-Hay, Anneli (1937–2022), britische Reiterin und Trainerin
- Drummond-Hay, Henry Maurice (1814–1896), britischer Offizier, Vogelkundler und Fischkundler
- Drummy, Georgia (* 2000), irische Tennisspielerin
- Drumont, Édouard (1844–1917), französischer AntisemitÉdouard Drumont (1844–1917)

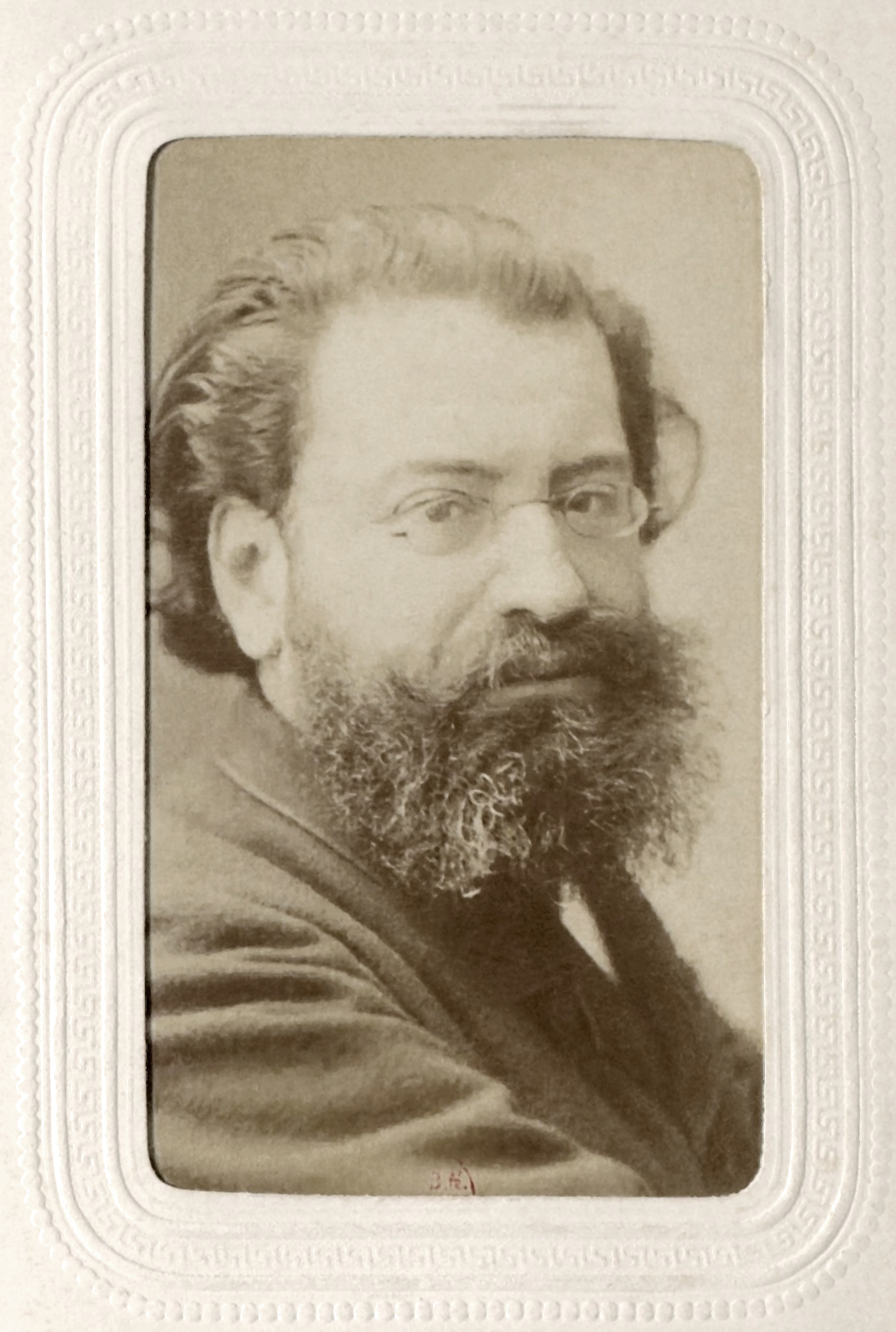
Édouard Drumont (1844–1917)

- Drumright, Everett F. (1906–1993), US-amerikanischer Diplomat, Botschafter in der Republik China

### Drun
- Druncea, Daniela (* 1990), rumänische Ruderin
- Drunen, Martin van (* 1966), niederländischer Sänger und Bassist
- Drüner, Leo (1870–1940), deutscher Mediziner und Chefarzt des Knappschaftskrankenhauses Fischbachtal im saarländischen Quierschied
- Drüner, Ulrich (* 1943), deutscher Musikwissenschaftler, Orchestermusiker und Publizist
- Drung Kashiwa Rinchen Pel (1350–1435), tibetischer Geistlicher der Jonang-Schule, Gründer des Klosters Chöje Gön in Dzamthang
- Drunina, Julija Wladimirowna (1924–1991), sowjetisch-russische Dichterin

### Druo
- Druon, Maurice (1918–2009), französischer Schriftsteller und Politiker, Mitglied der Nationalversammlung, MdEP
- Druot, Frédéric (* 1958), französischer Architekt

### Drup
- Drupi (* 1947), italienischer SängerDrupi (* 1947)

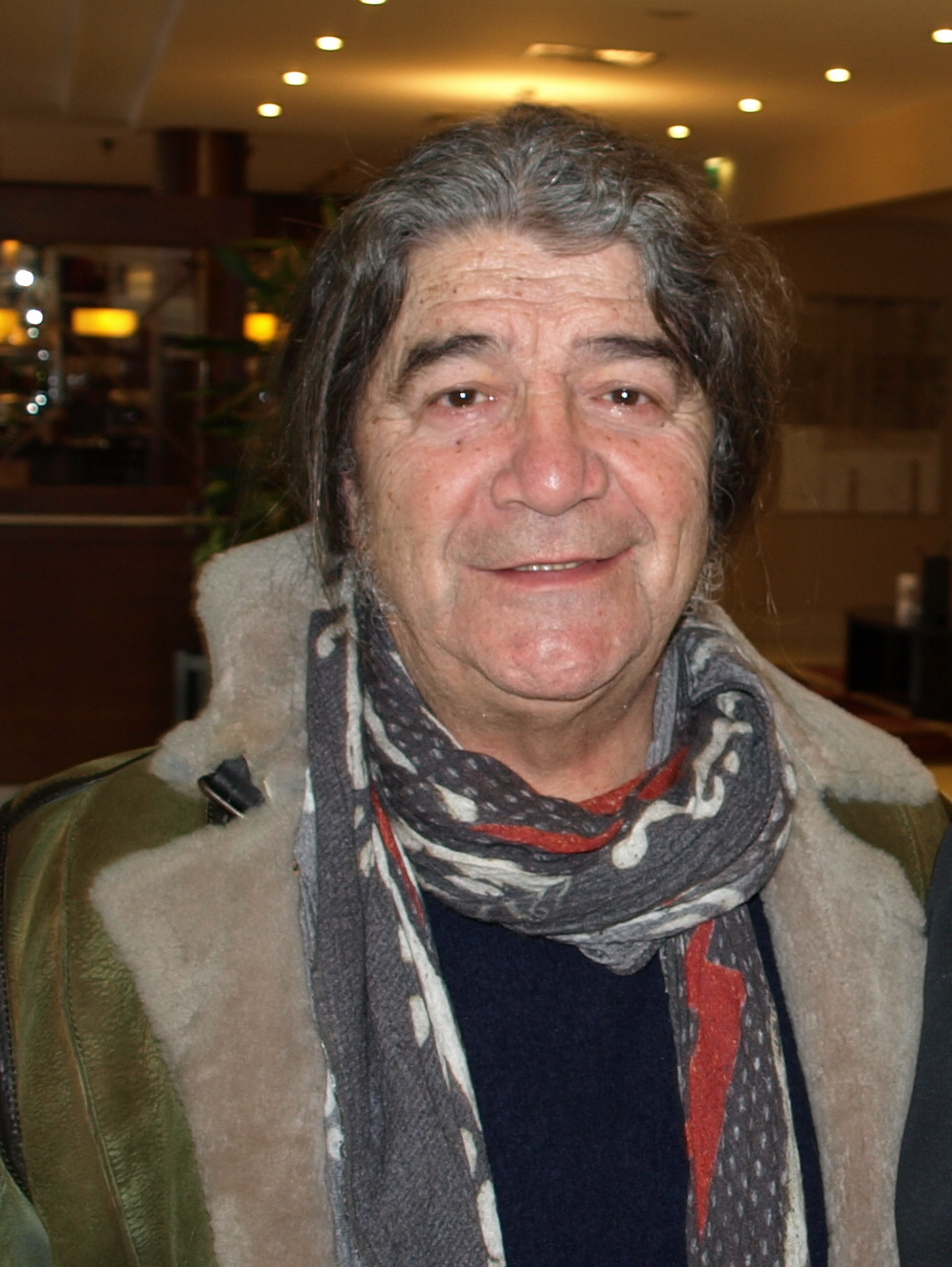
Drupi (* 1947)

- Drupp, Moritz (* 1986), deutscher Nachhaltigkeitsökonom und Hochschullehrer
- Druppers, Rob (* 1962), niederländischer Leichtathlet
- Drupsteen, Wilhelmina (1880–1966), niederländische Radiererin, Grafikerin, Illustratorin und Malerin

### Drur
- Drury, Adam (* 1978), englischer Fußballspieler
- Drury, Alfred (1856–1944), britischer Bildhauer des New Sculpture Movement
- Drury, Allen (1918–1998), US-amerikanischer Schriftsteller
- Drury, Andrew (* 1964), US-amerikanischer Jazz- und Improvisationsmusiker
- Drury, Charles (1846–1914), britischer Admiral
- Drury, Charles (1912–1991), kanadischer Politiker und Brigadegeneral
- Drury, Chris (* 1976), US-amerikanischer Eishockeyspieler und -funktionär
- Drury, Christopher (* 1952), britischer Ruderer
- Drury, Dru (1725–1804), britischer Entomologe
- Drury, Ernest Charles (1878–1968), kanadischer Politiker und 8. Premierminister von Ontario
- Drury, Herbert (1883–1936), britischer Turner
- Drury, Herbert (1895–1965), US-amerikanischer Eishockeyspieler
- Drury, James (1934–2020), US-amerikanischer SchauspielerJames Drury (1934–2020)

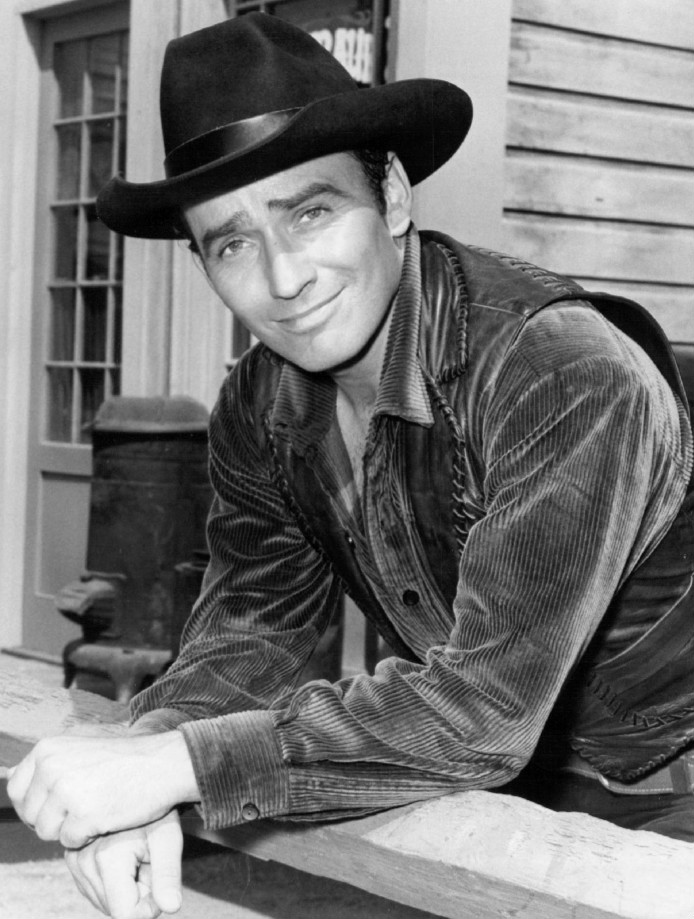
James Drury (1934–2020)

- Drury, Kevin (* 1988), kanadischer Freestyle-Skisportler
- Drury, Paul (1903–1987), britischer Maler, Radierer und Hochschullehrer
- Drury, Robert (1687–1735), englischer Seemann und Schiffbrüchiger
- Drury, Ted (* 1971), US-amerikanischer Eishockeyspieler
- Drury, Thomas Joseph (1908–1992), US-amerikanischer Geistlicher, Bischof von Corpus Christi
- Drury, Tom (* 1956), US-amerikanischer Schriftsteller
- Drury-Lowe, Drury Curzon (1830–1908), britischer Generalleutnant

### Drus
- Drus, Alexander Abramowitsch (* 1955), russische TV-Persönlichkeit
- Drusano, George L. (* 1949), US-amerikanischer Mediziner
- Drusche, Esther (* 1950), deutsche Musikwissenschaftlerin und Politikerin (SPD), MdA
- Druschel, Alfred (1917–1945), deutscher Oberst der Luftwaffe im Zweiten WeltkriegAlfred Druschel (1917–1945)

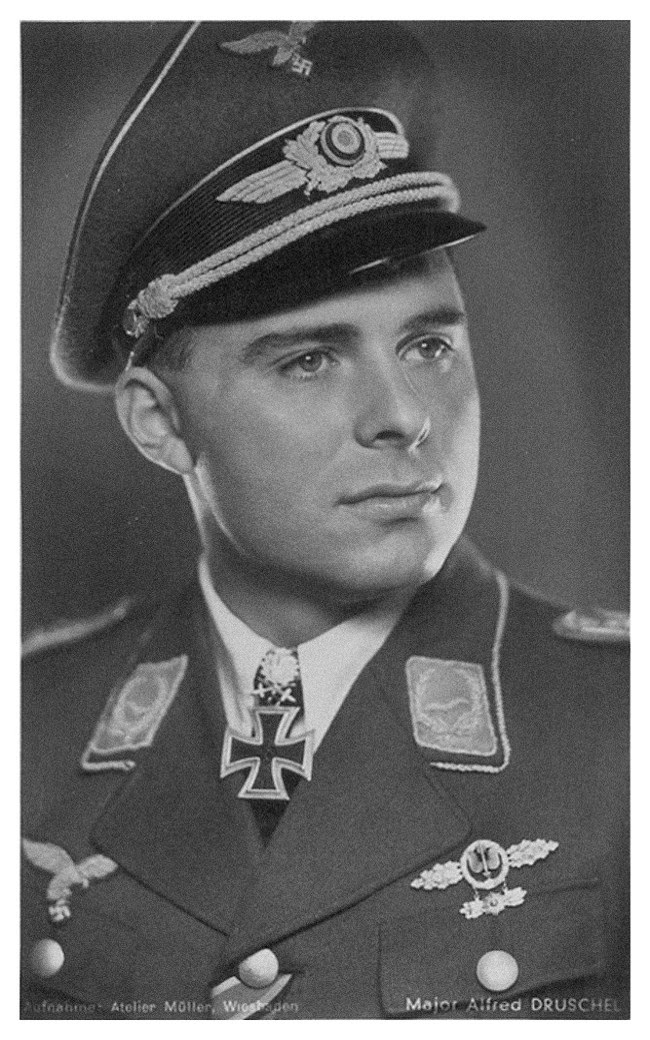
Alfred Druschel (1917–1945)

- Druschel, Oskar (1904–1944), deutscher Politiker (NSDAP), MdR
- Druschel, Peter (* 1959), deutscher Informatiker und Gründungsdirektor des Max-Planck-Instituts für Softwaresysteme in Saarbrücken
- Druschinin, Fjodor Serafimowitsch (1932–2007), russischer Musiker
- Druschinin, Jewgeni Anatoljewitsch (* 1968), russischer Geschäftsmann
- Druschinin, Pjotr Alexandrowitsch (* 1974), russischer Historiker, Schriftsteller und Buchwissenschaftler
- Druschinina, Swetlana Sergejewna (* 1935), sowjetische bzw. russische Filmschauspielerin, Regisseurin, Drehbuchautorin und Filmproduzentin
- Druschke, Herbert, deutscher Illustrator und Cartoonist
- Druschnikow, Juri Iljitsch (1933–2008), sowjetisch-russischer Schriftsteller, Journalist und Dissident
- Druschnikow, Wladimir Wassiljewitsch (1922–1994), sowjetisch-russischer Schauspieler und Synchronsprecher
- Druschtschenko, Wladyslaw (* 1973), ukrainischer Badmintonspieler
- Drushinin, Max (* 1989), deutscher Schriftsteller
- Drusilla (16–38), Tochter von Germanicus und Agrippina der Älteren, Schwester des römischen Kaisers Caligula
- Drusilla (38–79), Tochter des jüdischen Königs Herodes Agrippa I. und Schwester von Herodes Agrippa II.
- Drusilla, Iulia (40–41), Tochter Caligulas
- Drusina, Petrus de († 1611), Organist und Komponist in Danzig und Elbing
- Druškovič, Drago (* 1950), österreichischer bildender Künstler
- Druskowitz, Helene von (1856–1918), österreichische Philosophin, Literatur- und Musikkritikerin
- Drusky, Roy (1930–2004), US-amerikanischer Country-Sänger und Songwriter
- Drusus (38 v. Chr.–9 v. Chr.), römischer Politiker und HeerführerDrusus (38 v. Chr.–9 v. Chr.)

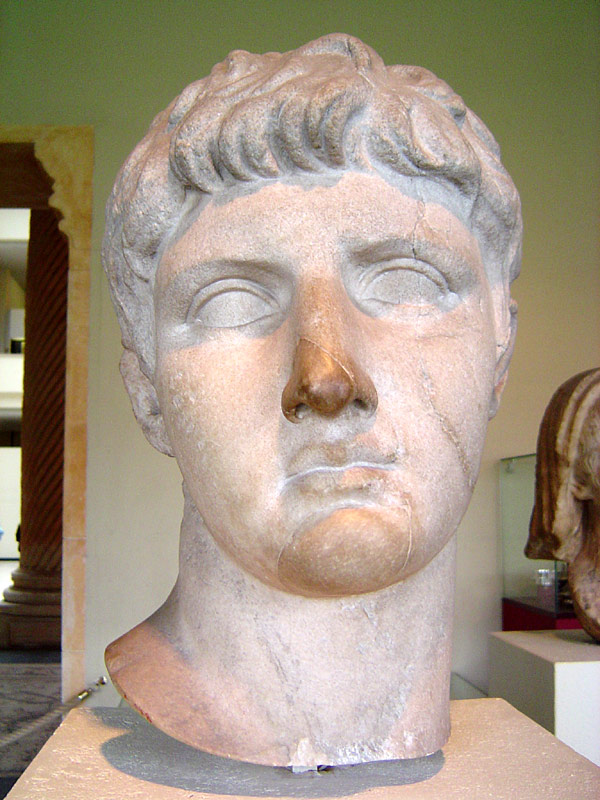
Drusus (38 v. Chr.–9 v. Chr.)

- Drusus Caesar († 33), römischer Patrizier, Sohn des Germanicus und Enkel des älteren Drusus
- Drusus der Jüngere († 23), römischer Konsul 15, Sohn des Kaisers Tiberius
- Druszkiewicz, Sebastian (* 1986), polnisch-tschechischer Eisschnellläufer

### Drut
- Drut, Guy (* 1950), französischer Sportler und Politiker, Mitglied der Nationalversammlung
- Drut, Joaquín (* 1978), argentinischer theoretischer Physiker
- Druță, Ion (1928–2023), moldauischer Schriftsteller und Dramatiker
- Drutel, Marcelle (1897–1985), französische Dichterin okzitanischer Sprache
- Druthmar von Corvey († 1046), Abt von Corvey und Seliger
- Druțu, Cornelia, rumänische Mathematikerin und Hochschullehrerin

### Druv
- Druviņa, Emīlija Sofija (* 2003), lettische Fußballspielerin

### Druw
- Druwanovski, Molly von, deutsche Theaterschauspielerin
- Druwe, Ulrich (* 1955), deutscher Politikwissenschaftler und Hochschullehrer

### Drux
- Drux, Michaela Maria (* 1959), deutsche Kabarettistin, Cartoonistin, Installations- und Aktionskünstlerin
- Drux, Paul (* 1995), deutscher Handballspieler
- Drux, Rudolf (* 1948), deutscher Germanist
- Druxes, Helga (* 1959), US-amerikanische Literaturwissenschaftlerin

### Druy
- Druyan, Ann (* 1949), US-amerikanische Schriftstellerin und Filmproduzentin
- Druyen, Thomas (* 1957), deutscher SoziologeThomas Druyen (* 1957)
- Druyf, Dirk, holländischer Maler

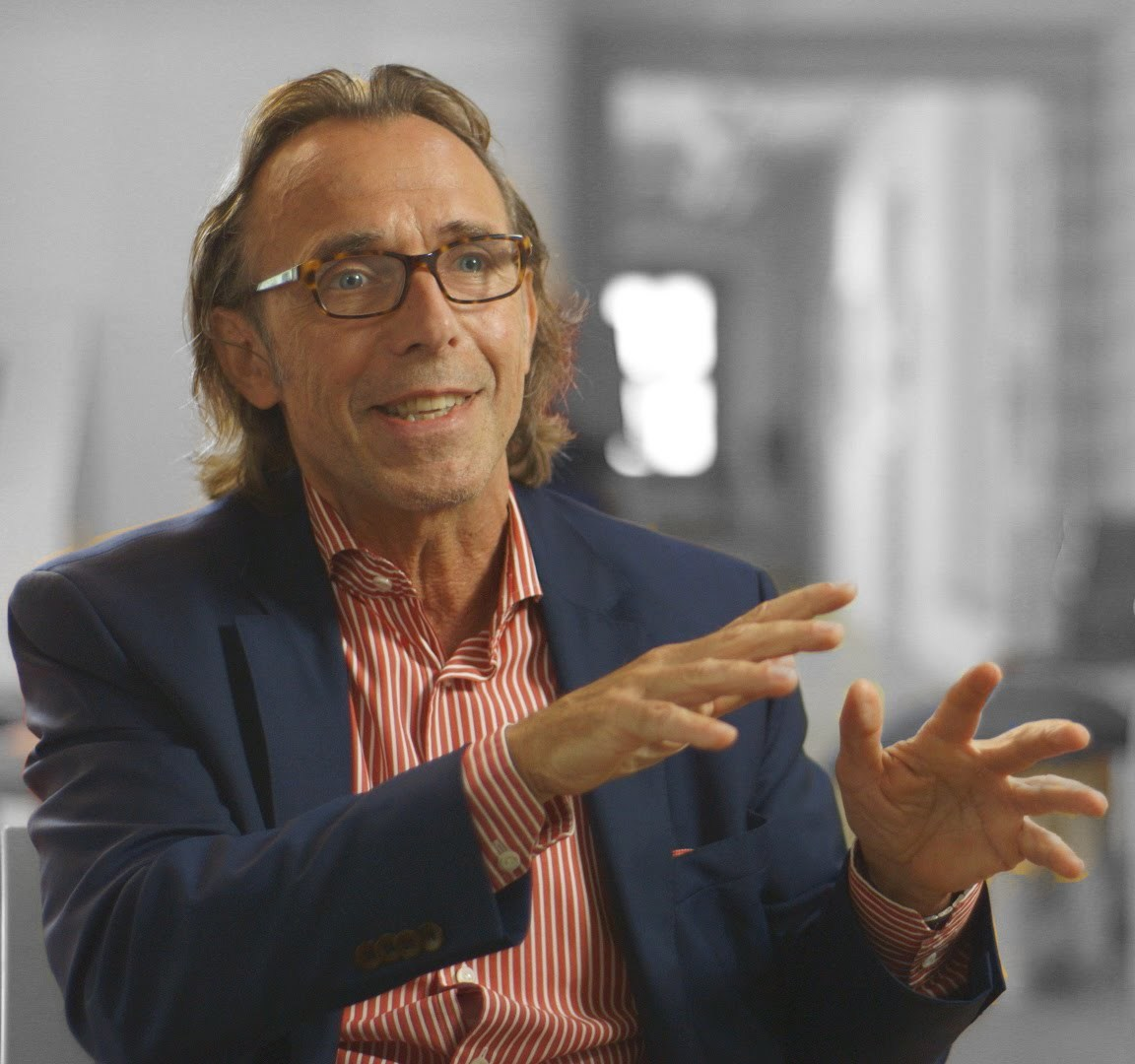
Thomas Druyen (* 1957)

- Druyts, Kelly (* 1989), belgische Radrennfahrerin

### Druz
- Drużbacka, Elżbieta († 1765), polnische Dichterin des Spätbarock
- Družecký, Jiří (1745–1819), tschechischer Oboist und Komponist
- Družić, Ana (* 1992), kroatische Fußballspielerin
- Družina, Andreana (1920–2021), jugoslawische Widerstandskämpferin während des Zweiten Weltkriegs